# Estación de Luxé
La estación de Luxé es una estación ferroviaria francesa de la línea París - Burdeos, situada en la comuna de Luxé, en el departamento de Charente, en la región de Poitou-Charentes. Por ella circulan principalmente trenes regionales que unen Châtellerault o Poitiers  con Angulema o Burdeos. 

## Historia
Fue inaugurada por la Compagnie du chemin de fer de Paris à Orléans el 28 de julio de 1853. Con anterioridad ya existía otra estación que explotaba una línea local de ancho métrico. En 1938 las seis grandes compañías privadas que operaban la red se fusionaron en la empresa estatal SNCF. Desde 1997 la gestión de las vías corresponde a la RFF mientras que la SNCF gestiona la estación.

## Descripción
Esta estación se compone de dos andenes laterales, y tres vías, una de ellas configurada en terminal de línea está inutilizada. El cambio de vías se hace por un paso elevado. 

## Servicios ferroviarios

### Regionales
Los trenes regionales TER Poitou-Charentes y TER Aquitania enlazan Châtellerault o Poitiers con Angulema o Burdeos. 